# Gara Berceni
Gara Berceni este o stație de cale ferată care deservește comuna Berceni, județul Ilfov, România.
Înainte de 1967, linia era folosită pentru transportul de călători, pe o rută aproximativ paralelă cu Șoseaua de centură: Glina - Popești-Leordeni - Berceni. 
Acum linia este folosită ocazional pentru traficul de marfă pentru fabricile din zonă. 